# 吉田雄悟
吉田 雄悟（よしだ ゆうご、1983年11月11日 - ）は、佐賀県出身の男性セーリング選手。2012年ロンドンオリンピックセーリング男子470級日本代表。妻は同じくセーリング選手の吉田愛。

## 来歴
佐賀県唐津市出身。佐賀県立唐津西高等学校で競技を始める。法政大学に進み2005年の第23回ユニバーシアード競技大会では一学年下の宮田真伍とのペアで8位。卒業後も競技を続け、原田龍之介（アビームコンサルティング）とのペアで2009年の470級世界選手権では日本勢として13年ぶりの表彰台となる3位に入り、2010年アジア競技大会においては同じく原田とのペアで優勝を果たす。2012年のロンドンオリンピックも原田とのペアで470級日本代表の座を射止めたが、結果は18位と満足できるものでは無く、次のリオデジャネイロでは引退した原田に代わり新たに松永鉄也（スリーボンド）とペアを組み出場を目指したが代表選考レースの最終日に土居一斗、今村公彦組に逆転を許し代表の座を逃した。
その後、2017年のアメリカズカップに参戦するソフトバンク・チーム・ジャパンのクルー募集に応募。早福和彦総監督以外は外国人クルーで構成されていたチームにとって初の日本人クルーとして元ボート選手の笠谷勇希と共に合格した。さらに2019年、新たに創設されたセーリングの国別対抗戦、SailGPにも日本チームの一員（グラインダー）として出場。初回大会を2位で飾った。
ほか、国内大会では全日本470級選手権を原田とのペアで2008年、2009年の2回、松永とのペアで2012年の計3回優勝、国体では岡田奎樹とのペアで2014年と2018年の2回優勝を果たしている。